# Parc national des Carpates
Le parc national des Carpates (en ukrainien : Карпатський національний природний парк) est un parc national d'Ukraine situé au sud-ouest de l'oblast d'Ivano-Frankivsk. Il a été fondé le 3 juin 1980 afin de protéger la région des Carpates ukrainiennes. Il est géré de Yaremtche par le ministère de l'Écologie et des Ressources naturelles de l'Ukraine (en). Il est le premier parc national de l'Ukraine et l'un des plus grands parcs nationaux de ce pays.
Le parc national a une superficie de 515,7 km2 qui s'étend sur une zone répartie entre les raïons de Nadvirna et de Verkhovyna, à la frontière avec l'oblast de Transcarpatie. L'exploitation économique est interdite dans plus de la moitié du parc (383,4 km2).
Le parc est situé dans la partie la plus élevée des Carpates, sur les pentes est, dans les bassins versants des rivières Prout et la Tcheremoch noire. On y retrouve plusieurs sentiers et autres aménagements pour le tourisme.

## Histoire
La région du parc national des Carpates est historiquement associée aux Houtsoules.
En 1921, une réserve naturelle de 4,47 km2 est créée dans la partie la plus élevée des Carpates. En 1968, elle est fusionnée à la toute nouvelle réserve de biosphère des Carpates.
Le parc national des Carpates est créé en 1980 par un décret du conseil des ministres de la république socialiste soviétique d'Ukraine et s'étend sur à peu près la moitié de la zone de l'ancienne réserve de biosphère.

## Géographie
La géographie du parc est principalement marquée par les prairies et forêts alpines. Les trois espèces d'arbres les plus communes sont l'Abies alba, le hêtre commun et le picea.
La rivière Prout a sa source dans le parc, et le point culminant de l’Ukraine, le mont Hoverla (2 061 mètres), est situé aux frontières du parc.
On retrouve également dans le parc la chute Huk, d'une hauteur de 84 mètres, ainsi que deux lacs d'origine glaciaire.

## Galerie

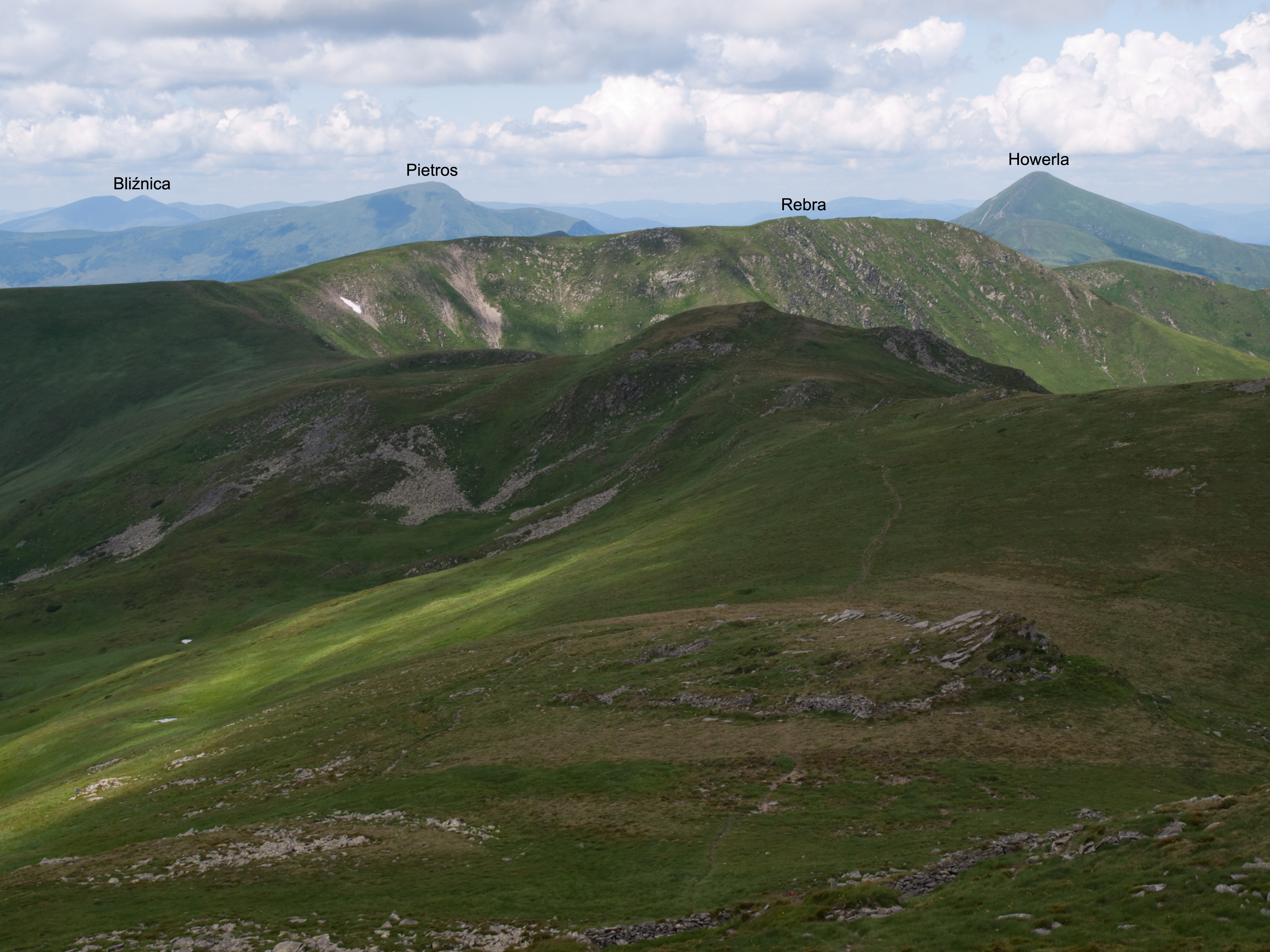
Vue sur les monts.
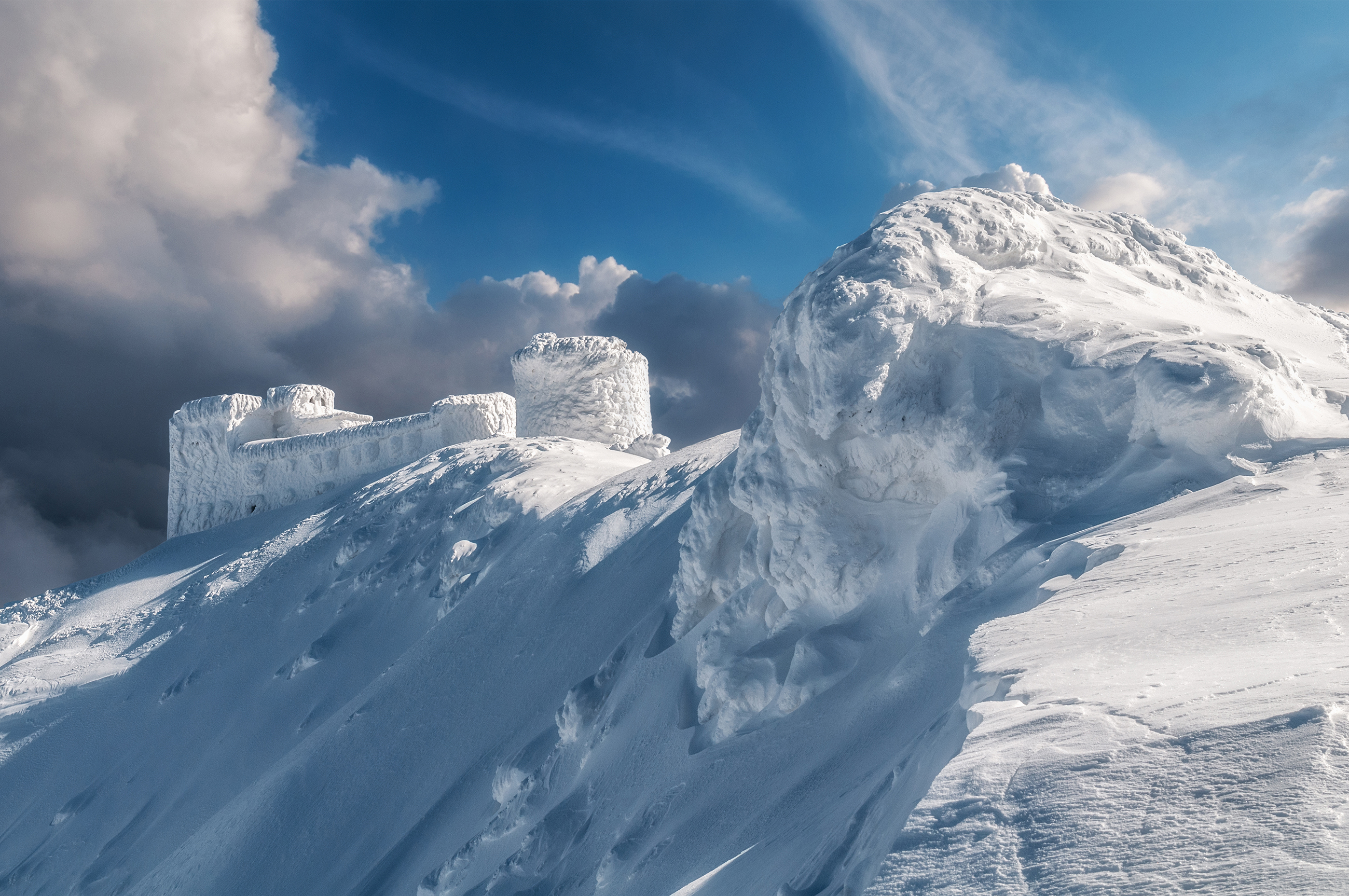
L'Éléphant Blanc, un site d'observation astronomique classé[5],[6] abandonné.
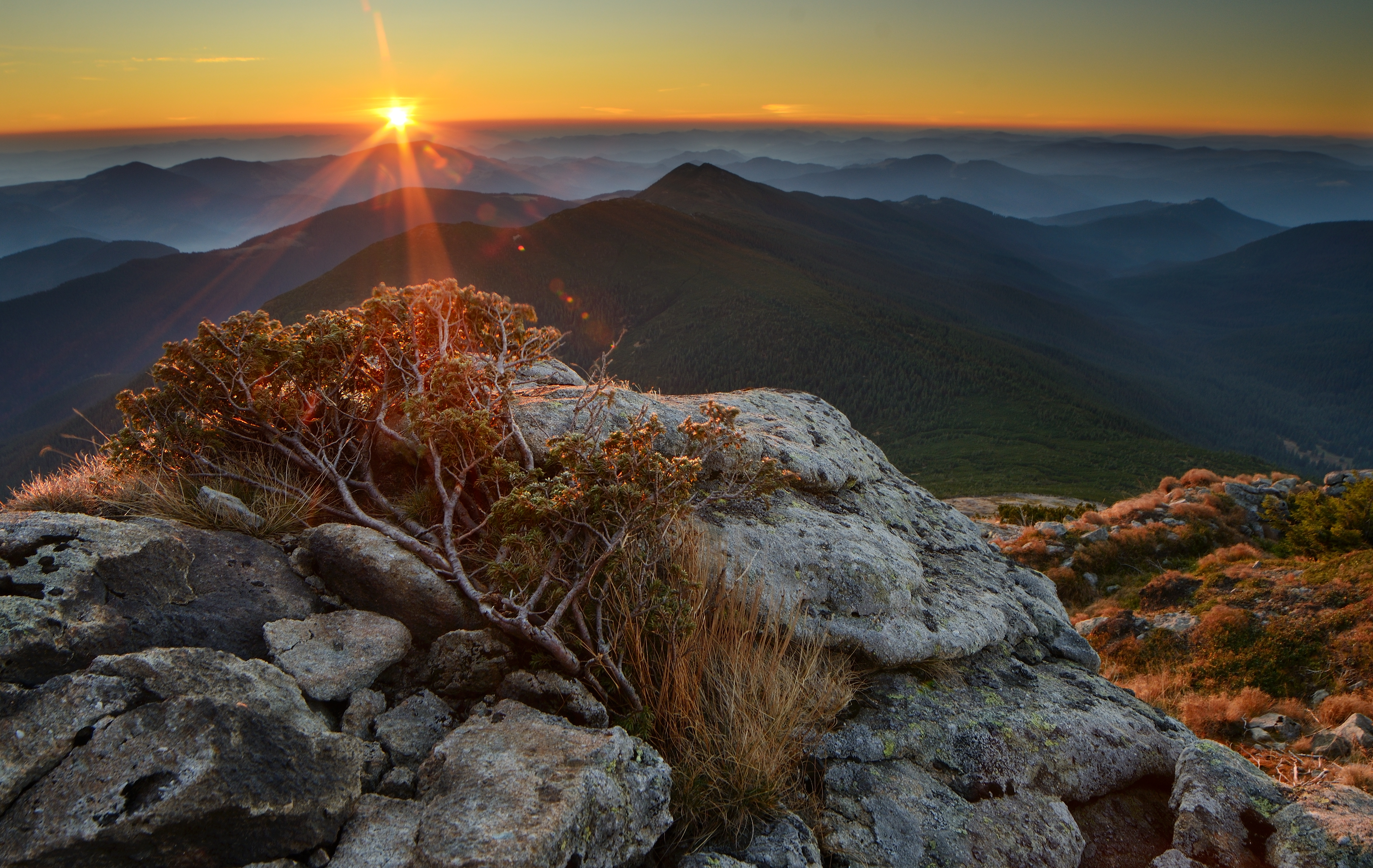
Au sommet du mont Smotrych.
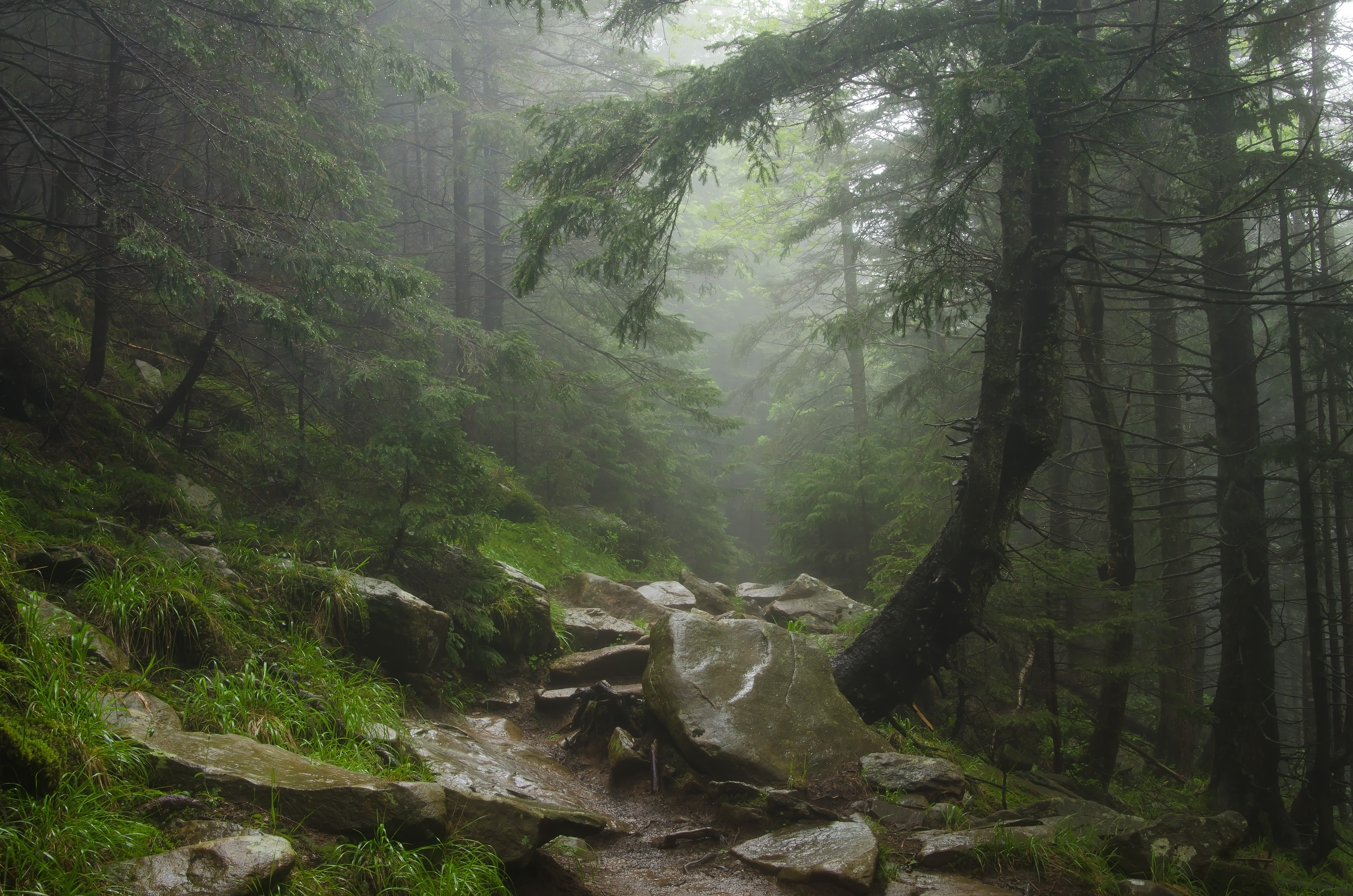
Une forêt dans le parc national des Carpates.
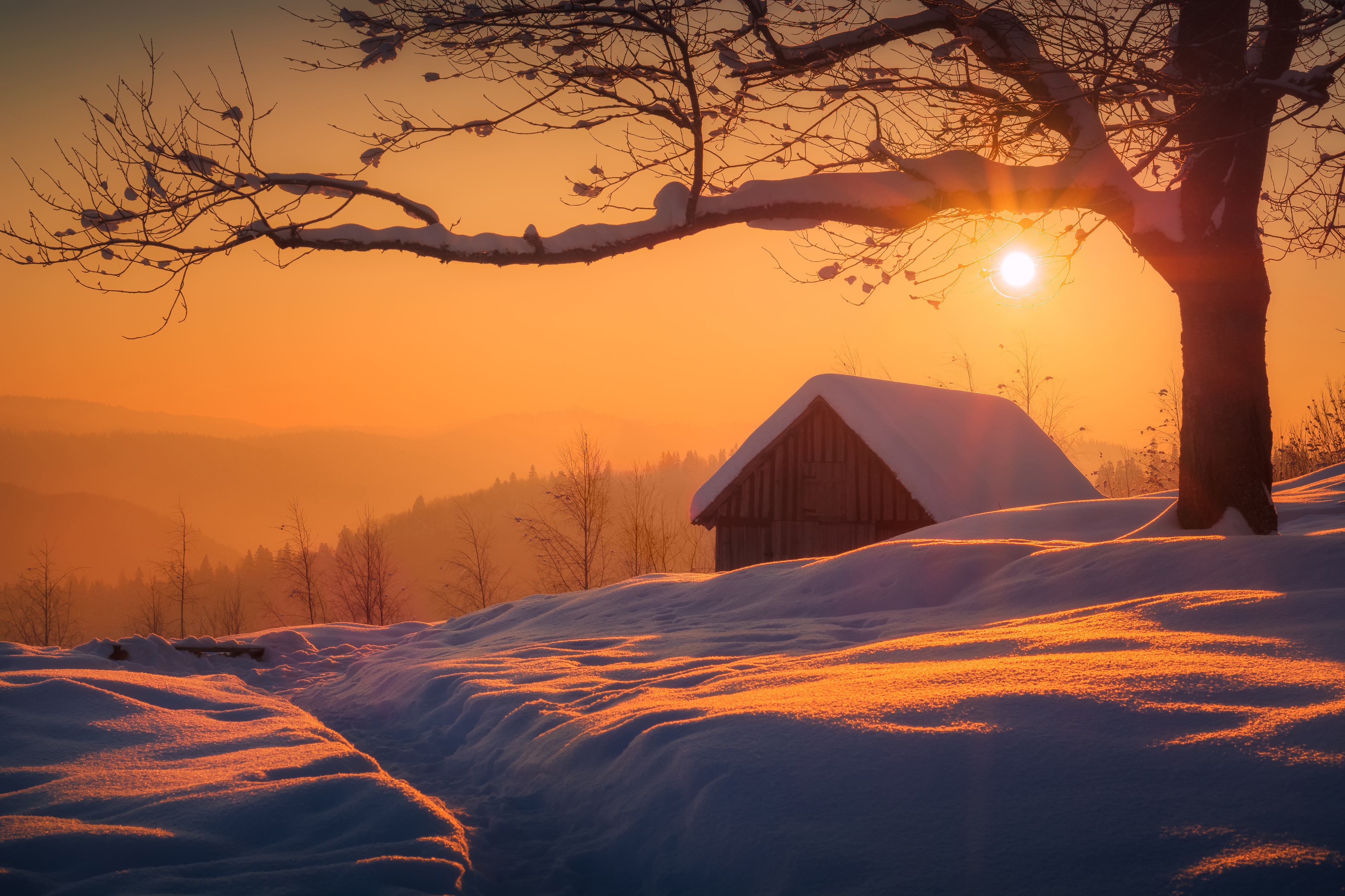
Lever de Soleil dans le parc national des Carpates.
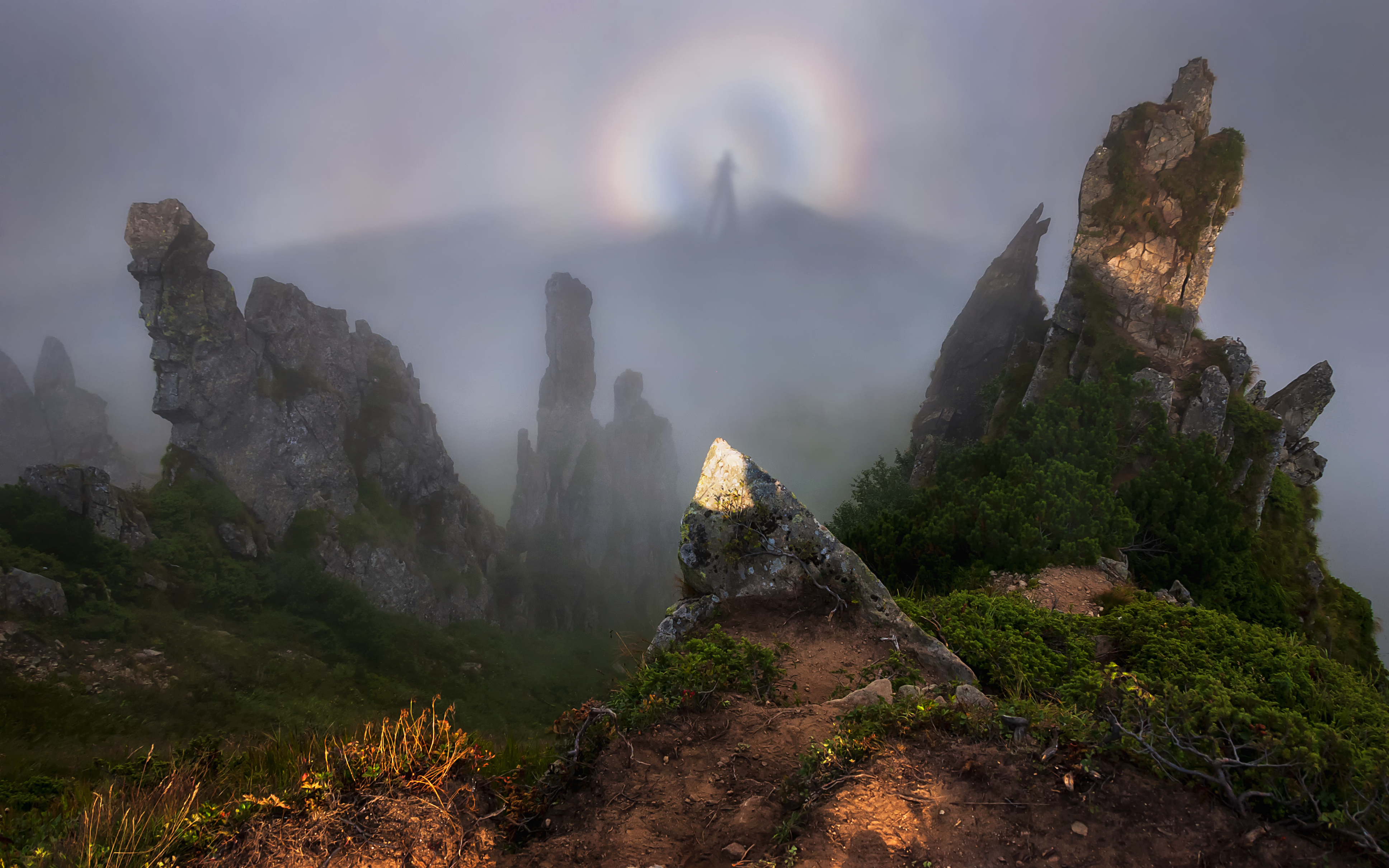
Spectre de Brocken avec gloire (phénomène optique) au mont Шпиці (uk) dans le parc national.